# 渡辺茂男
渡辺 茂男（わたなべ しげお、1928年3月20日 - 2006年11月18日）は、日本の児童文学者、翻訳家。元慶應義塾大学文学部図書館学科（現在の図書館・情報学専攻）教授。
昭和時代戦後から平成時代にかけて、児童文学を多数創作した他、『エルマーのぼうけん』をはじめとした英米の絵本や童話を中心とした児童文学や、海外の児童文学理論の翻訳を数多く手がけた。

## 来歴・人物
静岡県静岡市葵区生まれ。静岡県立静岡商業学校、久我山工業専門学校を経て、慶應義塾大学文学部図書館学科を卒業後、米国のウェスタン・リザーブ大学大学院を修了。ニューヨーク公共図書館児童部勤務を経て、1975年まで慶應義塾大学文学部図書館学科（現在の図書館・情報学専攻）教授。
大学入学前にCIE図書館に在籍し、後に同校の推薦で大学付属の日本図書館学校に入学した頃より、石井桃子と知り合い、後に石井を中心とする「ISUMI会」に携わったことがきっかけで、児童文学に関わるようになった。ちなみに同会のイニシャルの頭文字に渡辺のWのみ入っていない。
日本国際児童図書評議会(JBBY)創立に尽力。『寺町三丁目十一番地』で1969年に厚生大臣賞、1970年にサンケイ児童出版文化賞、1980年にモービル児童文化賞を受賞。1986年には「子どもの本世界大会」実行委員長を務めた。1994年には『月夜のじどうしゃ』で講談社出版文化賞絵本賞を受賞する。
私生活では、1991年に死別した最初の妻との間に3人の息子が生まれ、うち長男の渡辺鉄太は茂男と同じく翻訳家として活動している。新婚時から次男が誕生した1965年までは保谷市（現・西東京市）に在住し、同年から死去するまで多摩市桜ヶ丘に自宅を構えていた。　
2006年11月18日、出血性脳梗塞のため死去。78歳没。

## 著書
※詳細は公式サイトの著作リストを参照。

### 創作
- 『しょうぼうじどうしゃじぷた』
- 『パトカーぱとくん』
- 『ふたごのでんしゃ』
- 『寺町三丁目十一番地』
- 『もりのへなそうる』
- 『くるまはいくつ』
- 『とらっくとらっくとらっく』
- 『てつたくんのじどうしゃ』
- 『へそもち』
- 『きいろいタクシー』
- 『月夜のじどうしゃ』
- 「くまくんの絵本」シリーズ
- 「くまたくんの本」シリーズ
- 『もくたんじどうしゃ もくべえ』
- 『ダンプのがらっぱち』

## 翻訳
- 「エルマーのぼうけん」シリーズ（ルース・スタイルス・ガネット作、ルース・クリスマン・ガネット絵、福音館書店） 1963 - 1965
- 『かもさんおとおり』（ロバート・マックロスキー、福音館書店） 1965
- 『銀のうでのオットー』（ハワード・パイル作・挿絵、学習研究社） 1967、偕成社 1983、童話館出版 2013
- 『きかんぼのちいちゃいいもうと』（ドロシー・エドワーズ、福音館書店） 1978
- 『すにっぴいとすなっぴい』（ワンダ・ガアグ、岩波書店） 1979
- 『ベンジーのふねのたび』（マーガレット・ブロイ・グレアム作・絵、福音館書店） 1980
- 『ぼくのにんじん』（ルース・クラウス、ペンギン社）1980
- 『へんなどうつぶ』（ワンダ・ガアグ、岩波書店） 1992
- 『すばらしいとき』（ロバート・マックロスキー、福音館書店） 1996
- 「おさるのジョージ」シリーズ（岩波書店） 1999 - 2003

ほか多数。

### ジーン・ジオン
- 『どろんこハリー』（ジーン・ジオン作、マーガレット・ブロイ・グレアム絵、福音館書店） 1964
- 『うみべのハリー』（ジーン・ジオン作、マーガレット・ブロイ・グレアム絵、福音館書店） 1967
- 『ハリーのセーター』（ジーン・ジオン作、マーガレット・ブロイ・グレアム絵、福音館書店） 1983
- 『ジェフィのパーティー』（ジーン・ジオン作、マーガレット・ブロイ・グレアム絵、新風舎） 2004
- 『さとうねずみのケーキ』（ジーン・ジオン作、マーガレット・ブロイ・グレアム絵、アリス館） 2006

### ドクター・スース
- 『マルベリーどおりのふしぎなできごと』（ドクター・スース、日本パブリッシング） 1969
- 『ふしぎな500のぼうし』（ドクター・スース、日本パブリッシング） 1969、のち偕成社 1985
- 『おひとよしのオオシカ』（ドクター・スース、偕成社） 1969
- 『ふしぎなウーベタベタ』（ドクター・スース、日本パブリッシング） 1969
- 『王さまの竹うま』（ドクター・スース、日本パブリッシング）、のち偕成社 1983
- 『ぞうのホートンひとだすけ』（ドクター・スース、日本パブリッシング）、のち偕成社 1985
- 『ぼくがサーカスやったなら』（ドクター・スース、日本パブリッシング） 1970
- 『おばけたまごのいりたまご』（ドクター・スース、日本パブリッシング） 1971
- 『いじわるグリンチのクリスマス』（ドクター・スース、日本パブリッシング） 1971
- 『おたんじょう日おめでとう』（ドクター・スース、日本パブリッシング） 1971
- 『ドクタースースのねむたい本』（ドクター・スース、日本パブリッシング） 1971

### ハーディー・グラマトキー
- 『ルーピーのだいひこう』（ハーディー・グラマトキー、学習研究社） 1968
- 『がんばれヘラクレス』（ハーディー・グラマトキー、学習研究社） 1970
- 『いたずらでんしゃ』（ハーディー・グラマトキー、学習研究社） 1970
- 『ちびっこタグボート』（ハーディー・グラマトキー、学習研究社） 1971
- 『ホーマーとサーカスれっしゃ』（ハーディー・グラマトキー、学習研究社） 2005

### マンリー・ローフ
- 『おっとあぶない』（マンリー・ローフ、学習研究社） 1968、のちフェリシモ出版 2003
- 『けんこうだいいち』（マンリー・ローフ、学習研究社） 1969、のちフェリシモ出版 2003
- 『みてるよ みてる』（マンリー・ローフ、学習研究社） 1978、のち復刊ドットコム 2007
- 『おぎょうぎどうするなーぜ』（マンリー・ローフ、フェリシモ出版） 2004